# Меланхлени
Меланхлени (грец. Μελαγχλαινοι, досл. «вдягнуті в чорне»)  — стародавній народ, що мешкав у Східній Європі в I тис. до н. е..

## Локалізація
Геродот розміщує меланхленів на північ від скіфів, на схід від андрофагів і на захід від будинів. Тальгрен пов'язує меланхленів з регіоном Вороніжа. За іншою версією, меланхлени мешкали на території Харківської області.
У районі смт Пісочин зараз тривають розкопки курганів, орієнтовно ідентифікованими як кургани меланхленів. За новими відомостями меланхлени піднялися від Дону в часи війни скіфів і персів і осіли в районі сучасної Тульської області.[джерело?]

## Назва
Очевидно, називалися так тому, що носили чорний одяг (чорноодягнуті; грец. Μελαγχλαινοι) За Геродотом, вони носили короткі чорні плащі.

## Побут
Не належачи до скитів, меланхлени були дуже схожі на них за способом життя та характером, тобто були кочівниками.

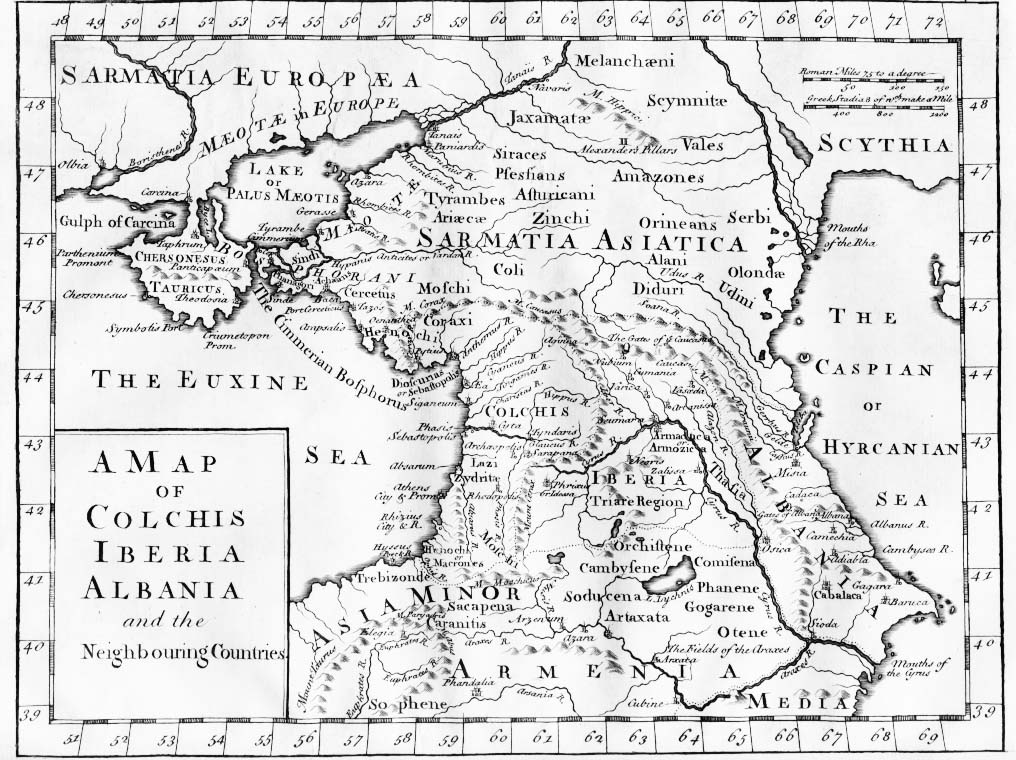
На давній карті в самому верху вказана річка Танаїс, праворуч від неї землі меланхленів

## Історія
Меланхлени мали власних «царів» і брали у відповідальних випадках самостійні рішення, які могли не збігатися з побажаннями скіфів.
Царі меланхленів брали участь в раді царів Великої Скіфії близько 513 р. до н. е.. при виробленні спільної стратегії боротьби з військом Дарія I. Меланхлени поряд з низкою інших народів відмовилися підтримати скіфів. 
Після конфлікту зі скіфами, імовірно, вони пішли на північ, до річки Ока.[джерело?]

## Етнічна приналежність
Етнічна приналежність меланхленів дискусійна. Раніше вчені відносили їх до предків слов'ян. Але археологічні розкопки курганів меланхленів показали їхню близьку спорідненість за способом життя і генотипом до іранських народів. Практично в кожній могилі знаходять скіфський меч — акінак. Дослідники вважають, що меланхлени були найбільш осілими з племен і першими перейшли до рільництва. Цю версію підтверджують розкопки Пісочинських курганів.[джерело?]
За описом Геродота, на північ від земель, зайнятих скіфами, «де сиплеться з неба білий пух», жили меланхлени (грец. Μελαγχλαινοι — «чорноодягнуті»). Населяли в І тисячолітті до н. е. район по верхній течії річки Сіверський Донець (Танаїс (грец.) у Скіфії).
У сучасних традиціях меланхленів вважають або балтами юхнівської культури, або кімерійцями.

## Свідчення з «Історії» Геродота
```
За 
Герром
 простягається країна, що називається царською, і скіфи, які в ній живуть, найхоробріші та найчисленніші і вони вважають інших скіфів своїми невільниками. Вони на півдні сягають аж до 
Тавріки
, а на схід - до рову, що як я сказав, прокопали народжені від сліпих, і до гавані на 
Маєтідському озері
, що називається 
Кремни
. Деякі інші частини їхньої землі доходять до річки 
Танаіса
. Вище на північ від царських скіфів мешкають 
меланхлайни
, це вже інша народність, не скіфська. Вище від меланхлайнів, наскільки я знаю, є болота і незалюднена країна.
```

(Історія. 4-а книга 20 уривок)
```
Отже, від 
Тавріки
 на північ від 
таврів
 і на схід аж до моря живуть уже скіфи і ще в краях на сході від 
Кімерійського Боспору
 і від 
Маєтідського озера
 до річки 
Танаїсу
, що вливається саме в це озеро. Отже, від 
Істру
 і далі на північ у глиб материка 
Скіфія
 обмежена спершу народом 
агатірсів
, далі - народом 
неврів
 і після нього - 
андрофагів
 і, нарешті,- 
меланхлайнів
.
```

(Історія. 4-а книга 100 уривок)
```
Отже, 
Скіфія
, має чотирикутку форму і дві її сторони, що скеровані до моря, одна, яка від узбережжя заходить у глиб материка, та інша, яка тягнеться вздовж моря, за розміром є однакові. Від Істру до річки 
Борисфену
 десять днів шляху і ще десять від Борисфену до озера Маєтїди. А сторона Скіфії від моря в середину країни до 
меланхлайнів
, що живуть на півночі від Скіфії, становить двадцять днів шляху. Одноденний шлях за моїм підрахунком дорівнює двумстам стадіям. На основі цього підрахунку сторони Скіфії поперечні становлять чотири тисячі стадій, а поздовжні, що йдуть у середину країни, мають також стільки стадій.
```

(Історія. 4-а книга 101 уривок)
```
Скіфи порадилися між собою і вирішили, що вони самі не спроможні помірятися силами і прогнати 
Дарія
 і послали вісників до сусідніх народів. І царі цих народів уже збиралися і радилися між собою, розуміючи, що проти них виступило велике військо. Це були царі 
таврів
 і 
агатірсів
, і 
неврів
, і 
андрофагів
, і 
меланхлайнів
, і 
гелонів
, і 
будинів
, і 
савроматів
.
```

(Історія. 4-а книга 102 уривок)
```
Меланхлайни
 одягаються в усе чорне, звідки і їхня назва, а звичаї в них скіфські.
```

(Історія. 4-а книга 107 уривок)
```
Таке сповістили скіфи, а царі, які прибули до них із своїх країн, почали радитися і тоді їхні думки розділилися. Гелон, Будин і Савромат мали спільну думку і обіцяли допомогти скіфам. Проте Агатірс, Невр, Андрофаг і царі 
меланхлайнів
 і таврів дали скіфам таку відповідь:
«Коли б це не ви перші образили персів і не ви перші почали війну проти них, ми сказали б, що справедливі ваші слова і те, що ви хочете тепер від нас, і ми охоче послухалися б вас і зробили б так, як і ви. Проте, тепер, коли ви вчинили напад на їхню країну без нас і поневолили персів, на скільки років завгодно було богові, і вони, бо їх підняв проти вас той самий бог, відплачують вам рівною мірою. Проте ми ні тоді не нападали на цих людей, ні тепер не хочемо завдавати їм шкоди. Але, коли вони виступлять проти нашої країні і перші розпочнуть ворожі дії, тоді і ми виступимо, щоб їх відкинути. Доки ми не будемо певні цього, ми залишатимемося спокійні, бо ми гадаємо, що перси не прийшли сюди, щоб напасти на нас, але на тих, які винуваті в кривді, що була їм вчинена».
```

(Історія. 4-а книга 119 уривок)
```
Швидко просуваючись із військом, скоро 
Дарій
 прибув до Скіфії, він натрапив там на обидві об'єднані частини скіфського війська, і почав їх переслідувати, а вони уникали зустрічі з ним, тримаючись від нього на відстані одного дня шляху. 
А скіфи, оскільки Дарій не переставав їх переслідувати, згідно прийнятим рішенням, відступали до країни тих, хто відмовився бути з ними в союзі, і спершу до країни 
меланхлайнів
 і збентежили їх. Ідучи далі, скіфи заманили персів до країни андрофагів і, розбурхавши і їх, прийшли до неврів, і стурбувавши їх, скіфи, відступаючи, підійшли до країни агатірсів. 
Проте агатірси, побачивши, як їхні сусіди тікають у безладді перед скіфами, ще перед тим як скіфи вдерлися до їхньої країни, послали вісника і заборонили їм уступати в їхню країну і попередили їх, коли скіфи спробують удертися, то наштовхнуться насамперед на їхній опір. Таке попередження послали їм агатірси і поспішили до своїх кордонів, вирішивши відбити напад загарбників. 
А 
меланхлайни
, і андрофаги, і неври, щойно вдерлися до їхньої країни перси із скіфами, навіть не спробували відбити їх, але, забувши про свої загрози, повтікали в безладді на північ із своїх країв, у пустелю. 
Скіфи не наважилися увійти в країну агатірсів з огляду на те, що їм це було заборонено, але, відходячи з країни неврів, завели персів до своєї країни.
```

(Історія. 4-а книга 125 уривок)